# Югославия во Второй мировой войне
Югославия с началом Второй мировой войны объявила о своём нейтралитете и последовательно прилагала усилия, направленные на предотвращение втягивания её в войну. Вместе с тем угроза войны с нацистской Германией вынудила правительство Югославии подписать 25 марта 1941 года протокол о присоединении страны к Тройственному пакту. Подписание акта вызвало протесты, особенно среди сербов, которые привели к государственному перевороту 27 марта 1941 года и смене правительства. В ответ на переворот Гитлер в тот же день принял решение о нападении на Югославию с целью уничтожить её как державу. В период с 6 по 17 апреля 1941 года югославская армия была разбита и капитулировала. По итогам раздела Югославии державами «оси» Германия аннексировала Северную Словению (в основном Верхнюю Крайну и Нижнюю Штирию, а также отдельные прилегающие районы, в частности на западе Прекомурья). Германский оккупационный режим был установлен в Сербии и Банате. Италия присоединила к себе южную Словению, Далмацию и основную часть Черногорского Приморья — Боку Которскую, а также установила оккупационное управление в Черногории. На территории Хорватии и Боснии и Герцеговины под контролем Германии и Италии было создано марионеточное Независимое государство Хорватия. Косово и Западная Македония отошли к Албании (итальянскому протекторату с 1939 года). Болгарии была передана Восточная Македония, а Венгрии — район между Тисой, Дунаем и Мурой, включающий северо-западную часть Воеводины (Бачка и Баранья, часть Славонии к северу от Осиека, и подавляющая часть Прекомурья). Венгерское оккупационное управление было установлено в Меджимурье.
Вскоре после оккупации и раздела на югославских землях начало действовать крупнейшее в Европе антифашистское Сопротивление, представленное двумя основными антиоккупационными силами: народно-освободительным движением (НОАЮ, партизаны), возглавляемым Коммунистической партией Югославии (КПЮ) во главе с Иосипом Брозом Тито), и четническим равногорским движением (ЮВуО, четники) во главе с Драголюбом (Дражей) Михайловичем, пользовавшимся в дальнейшем поддержкой югославского эмигранского королевского правительства. С рубежа лета/осени 1941 года обе антиоккупационные силы вели борьбу против оккупантов и их пособников, а также с ноября 1941 года междоусобную гражданскую войну за политическую власть в Югославии, которая продолжалась до мая 1945 года.
На протяжении войны значительная часть территории Югославии за исключением крупных городов, контролировалась партизанами и четниками. После произошедшего в 1943 году коренного перелома во Второй мировой войне 29—30 ноября 1943 года в городе Яйце состоялась II сессия Антифашистского веча народного освобождения Югославии (АВНОЮ), сформировавшая Национальный комитет освобождения с полномочиями правительства новой Югославии и запретившая королю Петру II возвращаться в страну до окончания войны. Вступление в конце сентября 1944 года на территорию Югославии советских войск 2-го и 3-го Украинских фронтов, а с ними Дунайской военной флотилии ознаменовало начало операций НОАЮ по окончательному освобождению страны. 20 октября 1944 года советские войска совместно с югославскими партизанами овладели Белградом. 15 мая 1945 года Югославия была полностью освобождена Югославской армией от войск германских оккупантов, а также их сателлитов и основных противников коммунистов — усташей и четников. Победа, одержанная партизанами Тито, обеспечила КПЮ приход к власти в стране и проведение её социально-политического переустройства по советскому образцу.
Военный конфликт на территории Югославии был чрезвычайно сложным и жестоким. Это была освободительная, идеологическая, гражданская и даже религиозная война, унёсшая в итоге более миллиона человеческих жизней (около 6,5 % довоенного населения).

## Югославия накануне Второй мировой войны
Королевство Югославия (1918—1929 годы — Королевство СХС) представляло собой накануне Второй мировой войны парламентскую монархию под властью сербской династии Карагеоргиевичей. Государство образовали в результате Первой мировой войны под знаком унитарной концепции, основанной, по заключению этнолога Марины Мартыновой, на надуманной фикции «„югославянской нации“ как „троименного народа“, к которому относились сербы, хорваты и словенцы, но лишь в качестве племён». Вместе с тем населявшие страну словенцы, хорваты, боснийцы, македонцы, черногорцы и сербы ко времени создания государства уже имели определённое чувство национальной идентичности и прошли этап развития, когда они могли слиться в единую югославскую нацию. Это противоречие заложило основу конституционного конфликта между сторонниками унитарного государства и федералистами. По этой причине на протяжении всего существования королевство находилось в состоянии постоянного политического кризиса на почве национальных разногласий, прежде всего сербско-хорватского конфликта по поводу конституционной структуры государства: хорваты выступали за большую автономию своей части страны, а сербы — за сильное центральное правительство. В 1929 году король Александр использовал политическую нестабильность как предлог для установления собственного диктаторского режима власти, упразднения политических партий и объединений, ориентированных на этническую или конфессиональную принадлежность, а также провёл реформы, направленные на укрепление унитарного государства и формирование надэтнической югославской идентичности. В 1931 году Александр ввел конституцию, позволявшую ему насаждать интегральное югославянство с квазидиктаторскими полномочиями через образование, пропаганду, декреты и репрессии под девизом «один народ — одно национальное чувство». Диктаторский период закончился после убийства короля в Марселе в 1934 году хорватскими и македонско-болгарскими ультранационалистами и назначения князя Павла регентом 11-летнего наследника престола Петра II. Павел создал коалиционное правительство, однако, несмотря на допускаемое, по умолчанию, возрождение партийной активности, самый важный представитель хорватской оппозиции и лидер Хорватской крестьянской партии Владко Мачек не стал членом основанного в августе 1935 года правящего Югославянского радикального объединения. Поиск сербско-хорватского компромисса не проводился до конца 1938 года. В то же время развитие политических процессов в Европе быстро повышало угрозы безопасности Югославии, ориентированной на западные демократии. Страна была экономически связана с Германией и Италией. Распад Малой Антанты уменьшил региональное влияние Югославии. После аншлюса Австрии нацистская Германия стала её соседом и вынудила Павла согласовать свою политику с державами «оси». Во время визита в Берлин в июне 1939 года регент убедился, что война в Европе неизбежна. Чтобы урегулировать внутренние конфликты в стране, Павел пошёл на переговоры с хорватами, результатом которых стало так называемое Соглашение Цветковича — Мачека от 26 августа 1939 года, предоставившее Хорватии автономию. Вместе с тем сербско-хорватский компромисс был достигнут слишком поздно и вызвал яростное противодействие со стороны экстремистских кругов как в Сербии, так и в Хорватии. Соглашение только усилило напряжённость между сербами и хорватами, так как для крайних хорватских националистов оно было лишь шагом к независимости, а многим сербам казалось слишком большой уступкой хорватам.
В обстановке усиления в Европе влияния национал-социализма и фашизма в Югославии происходила радикализация внутриполитической сцены. Растущее внешнее давление способствовало экстремизму и ускоряло идеологическую поляризацию, а это усиливало антидемократическую риторику и раскол нации. Политические споры переместились из парламента и средств массовой информации на улицы, а активные политические действия всё больше формировали общественную жизнь, независимо от идеологической или национальной ориентации участников. В насильственные акции различных противников всё чаще вовлекались студенты. Так, в октябре 1940 года в Белградском университете произошла перестрелка между сторонниками «Югославского народного движение Збор» антисемита Димитрия Лётича и коммунистами, в результате которой погибло пять человек и 120 получили ранения.
К концу 1930-х годов все партии имели свои военизированные организации. Коммунисты создавали вооружённые отряды пролетарского действия для срыва фашистских мероприятий. Национально настроенные сербы объединялись в ультранационалистические организации четников, число членов которых с 1935 по 1938 год выросло с 200 тысяч до более 500 тысяч человек. Хорватская крестьянская партия создала Хорватскую крестьянскую защиту численностью до 200 тысяч человек, якобы для защиты от четников, коммунистов и др.. Национализм, антидемократические настроения и религиозная нетерпимость привели к церковному противостоянию. Хорватское католическое движение, в том числе ультранационалистические профашистские группы «Орлы» и «Крижары» (крестоносцы), боролось против либерализации и секуляризации. В Сербии возникло экстремистское православное движение под названием «светосавье» (идеология Святого Саввы), прославлявшее религиозные культы, косовский миф, национализм и антимодернизм. Радикально-воинственные движения появились среди мусульман Боснии и Герцеговины. Их первая боевая организация «Молодые мусульмане» возникла в Сараеве в 1941 году и пропагандировала воспитание масс и борьбу за «панисламское государство».